# Лайт, Дэвид
Дэвид Томас Лайт (англ. David Thomas Light; род. 13 ноября 1991, Такапуна, Окленд, Новая Зеландия) — новозеландский боксёр-профессионал, выступающий в первой тяжёлой и в тяжёлой весовых категориях. Член национальной сборной Новой Зеландии (2011—2015), серебряный призёр Игр Содружества (2014), финалист Олимпийского квалификационного турнира Океании (2012), трёхкратный чемпион Новой Зеландии (2011, 2012, 2013), многократный призёр международных и национальных турниров в любителях.
Среди профессионалов действующий чемпион по версии WBF Intercontinental (2018—н. в.), и бывший обязательный претендент на титул чемпиона мира по версии WBO (2023), чемпион по версии WBO Global (2022—2023), чемпион по версии WBO International (2022—2023), чемпион Востока по версии WBO Oriental (2019—2023), чемпион Новой Зеландии (2018—2021) в 1-м тяжёлом весе.
Лучшая позиция по рейтингу BoxRec — 11-я (март 2023) и является 1-м среди новозеландских боксёров первой тяжёлой весовой категории, а среди основных международных боксёрских организаций занимает: 1-ю строчку рейтинга WBO, 11-ю строчку рейтинга IBF и 21-ю строку рейтинга WBC, — входя в ТОП-20 лучших боксёров первого тяжелого веса всего мира.

## Биография
Дэвид Лайт родился 13 ноября 1991 года в местечке Такапуна — в пригороде Окленда, в Новой Зеландии.

## Любительская карьера
В марте 2012 года занял второе место в категории до 91 кг на квалификационном турнире от Океании в Канберре (Австралия) к Олимпийским играм 2012 года, который также являлся чемпионатом Океании, в финале турнира по очкам проиграв австралийцу Джею Опетая. И Дэвид не смог пройти квалификацию на летние Олимпийские игры 2012 года в Лондоне (Великобритания).
В августе 2014 года стал серебряным призёром Игр Содружества в Глазго (Шотландия) в весе до 91 кг, где он в полуфинале победил шотландца Стивена Лавеля, но в финале проиграл опытному канадцу Самиру Эль-Маису.

## Профессиональная карьера
3 ноября 2017 года дебютировал на профессиональном ринге в Окленде (Новая Зеландия), в рамках тяжёлого веса, победив нокаутом во 2-м раунде своего соотечественника Луи Те'о (2-6).
2 декабря 2022 года в Плант-Сити (США) раздельное решение судей (счёт: 97-92, 95-94, 94-95) победил небитого американца Брэндона Глэнтона (17-0), и завоевал вакантный титул чемпиона по версии WBO Global, а также защитил титул чемпиона по версии WBO International (1-я защита Лайта) в 1-м тяжёлом весе.

### Чемпионский бой с Лоуренсом Околи
25 марта 2023 года в Манчестере (Великобритания) единогласным решением судей (счет: 112-116, 110-117, 108-119) проиграл опытному английскому боксёру Лоуренсу Околи (18-0), в бою за титул чемпиона мира по версии WBO (3-я защита Околи) в 1-м тяжёлом весе.
Через некоторое время после этого боя Лайт перенёс «лёгкий инсульт», и в середине апреля, в больнице Окленда ему была сделана операция по извлечению образовавшегося тромба, и теперь ещё некоторое время он будет проходить медицинскую реабилитацию до полного выздоровления.

## Статистика профессиональных боёв
В таблице перечислены результаты всех поединков боксёров.
В каждой строке указан результат поединка. Дополнительно номер поединка обозначен цветом, который обозначает итог поединка. Расшифровка обозначений и цветов представлена в нижеследующей таблице.
| Пример | Расшифровка                     |
| ------ | ------------------------------- |
|        | Победа                          |
|        | Ничья                           |
|        | Поражение                       |
|        | Планируемый поединок            |
|        | Поединок признан несостоявшимся |
| КО     | Нокаут                          |
| ТКО    | Технический нокаут              |
| PTS    | Решение судей (по очкам)        |
| UD     | Единогласное решение судей      |
| MD     | Решение большинства судей       |
| SD     | Раздельное решение судей        |
| RTD    | Отказ от продолжения боя        |
| DQ     | Дисквалификация                 |
| NC     | Поединок признан несостоявшимся |

| 21 поединок, 20 побед (12 нокаутом), 1 поражение. | 21 поединок, 20 побед (12 нокаутом), 1 поражение. | 21 поединок, 20 побед (12 нокаутом), 1 поражение. | 21 поединок, 20 побед (12 нокаутом), 1 поражение. | 21 поединок, 20 побед (12 нокаутом), 1 поражение.                                | 21 поединок, 20 побед (12 нокаутом), 1 поражение. | 21 поединок, 20 побед (12 нокаутом), 1 поражение. |
| Бой                                               | Рекорд                                            | Дата боя                                          | Соперник                                          | Место проведения боя                                                             | Результат                                         | Дополнительно |
| ------------------------------------------------- | ------------------------------------------------- | ------------------------------------------------- | ------------------------------------------------- | -------------------------------------------------------------------------------- | ------------------------------------------------- | --- |
| 21                                                | 20-1                                              | 25 марта 2023                                     | Лоуренс Околи (18-0)                              | Манчестер Арена, Манчестер, Ланкашир, Великобритания                             | UD (12)                                           | Счёт судей: 112-116, 110-117, 108-119. Бой за титул чемпиона мира по версии WBO (3-я защита Околи) в 1-м тяжёлом весе.                                                        |
| 20                                                | 20-0                                              | 2 декабря 2022                                    | Брэндон Глэнтон (17-0)                            | Whitesands Events Center, Плант-Сити, Флорида, США                               | SD (10)                                           | Счёт: 97-92, 95-94, 94-95. Завоевал вакантный титул чемпиона по версии WBO Global и защитил титул чемпиона по версии WBO International (1-я защита Лайта) в 1-м тяжёлом весе. |
| 19                                                | 19-0                                              | 8 октября 2022                                    | Викас Сингх (11-3-1)                              | Newcastle Entertainment Centre, Бродмидоу, Ньюкасл, Новый Южный Уэльс, Австралия | KO 2 (8), 1:56                                    | |
| 18                                                | 18-0                                              | 7 мая 2022                                        | Энтони Мартинес (12-1)                            | Hialeah Park Racing & Casino, Хайалиа, Флорида, США                              | KO 1 (10), 2:57                                   | Завоевал вакантный титул чемпиона по версии WBO International в 1-м тяжёлом весе.                                                                                             |
| 17                                                | 17-0                                              | 19 декабря 2020                                   | Мозе Ауиматаги мл. (14-1-2)                       | ABA Stadium, Окленд, Новая Зеландия                                              | UD (10)                                           | Счёт: 100-89 (трижды). Защитил титул чемпиона Востока по версии WBO Oriental (2-я защита Лайта) в 1-м тяжёлом весе.                                                           |
| 16                                                | 16-0                                              | 13 ноября 2020                                    | Лэнс Брайант (12-7)                               | Sky City Theatre, Окленд, Новая Зеландия                                         | TKO 1 (10), 1:09                                  | Защитил титул чемпиона Новой Зеландии (1-я защита Лайта) в 1-м тяжёлом весе.                                                                                                  |
| 15                                                | 15-0                                              | 6 декабря 2019                                    | Трент Броадхерст (22-3)                           | ICC Exhibition Centre, Сидней, Новый Южный Уэльс, Австралия                      | TKO 3 (10), 2:36                                  | Защитил титул чемпиона Востока по версии WBO Oriental (1-я защита Лайта) в 1-м тяжёлом весе.                                                                                  |
| 14                                                | 14-0                                              | 31 августа 2019                                   | Герман Гарсия Монтес (7-1)                        | ABA Stadium, Окленд, Новая Зеландия                                              | UD (8)                                            | |
| 13                                                | 13-0                                              | 18 мая 2019                                       | Марк Флэнаган (24-6)                              | ABA Stadium, Окленд, Новая Зеландия                                              | UD (10)                                           | Счёт: 98-92 (трижды). Завоевал вакантный титул чемпиона Востока по версии WBO Oriental в 1-м тяжёлом весе.                                                                    |
| Бой                                               | Рекорд                                            | Дата боя                                          | Соперник                                          | Место проведения боя                                                             | Результат                                         | Дополнительно |